# 2a cerimònia dels Premis César
La 2a cerimònia dels Premis César — també coneguts com Nuit des César — que premiava les pel·lícules estrenades el 1976, va tenir lloc el 19 de febrer de 1977 a la Salle Pleyel.
Va ser presidida per Lino Ventura i retransmesa a Antenne 2, presentada per Pierre Tchernia.
La pel·lícula que ha obtingut major el nombre de candidats (nou) és Barocco d'André Téchiné, però la pel·lícula ha rebut el número de premis (tre) han estat Barocco i El senyor Klein de Joseph Losey.

## Presentadors i ponents
- Robert Enrico, president de l'Académie des Arts et Techniques du Cinéma
- Lino Ventura, president de la cerimònia
- Jean Yanne, Michel Piccoli, Peter Ustinov, mestres de cerimònia
- Marie-France Pisier i Charles Vanel per l'entrega del César a la millor actriu
- Marlène Jobert i Philippe Noiret per l'entrega del César al millor actor

## Guanyadors i nominats
Els guanyadors s'indiquen en negreta.
| Millor pel·lícula El senyor Klein de Joseph Losey - Barocco d'André Téchiné - El jutge i l'assassí de Bertrand Tavernier - La Meilleure Façon de marcher de Claude Miller | Millor director Joseph Losey – El senyor Klein - André Téchiné – Barocco - Bertrand Tavernier – El jutge i l'assassí - Claude Miller – La Meilleure Façon de marcher |
| Millor actor Michel Galabru – El jutge i l'assassí - Gérard Depardieu – La Dernière Femme - Patrick Dewaere – La Meilleure Façon de marcher - Alain Delon – El senyor Klein | Millor actriu Annie Girardot – Doctora Françoise Gailland - Isabelle Adjani – Barocco - Miou-Miou – F de Fairbanks - Romy Schneider – Une femme à sa fenêtre |
| Millor actor secundari Claude Brasseur – Un éléphant ça trompe énormément - Jean-Claude Brialy – El jutge i l'assassí - Jacques Dutronc – Mado - Charles Denner – Si c'était à refaire | Millor actriu secundària Marie-France Pisier – Barocco - Brigitte Fossey – Le Bon et les Méchants - Francine Racette – Lumière - Anny Duperey – Un éléphant ça trompe énormément |
| Millor guió El jutge i l'assassí – Jean Aurenche i Bertrand Tavernier - Le Jouet – Francis Veber - La Meilleure façon de marcher – Claude Miller i Luc Béraud - Un éléphant ça trompe énormément – Jean-Loup Dabadie                                                                                    | Millor música Philippe Sarde – Barocco - Georges Delerue – Le Grand escogriffe i Policia Python 357 - Serge Gainsbourg – Je t'aime moi non plus - Philippe Sarde – El jutge i l'assassí - Mort Shuman – Les petites angleses |
| Millor fotografia Bruno Nuytten – La Meilleure Façon de marcher i Barocco - Claude Renoir – Doctora Françoise Gailland i Une femme fidèle - Étienne Becker – Le Jouet - Gerry Fisher – El senyor Klein                                                                                                  | Millor decorat Alexandre Trauner – El senyor Klein - Ferdinando Scarfiotti – Barocco - Bernard Evein – Le Jouet - Pierre Guffroy – Le Locataire i Mado |
| Millor muntatge Marie-Josèphe Yoyotte – Policia Python 357 - Claudine Merlin – Barocco - Henri Lanoë – El senyor Klein - Jean Ravel – Une femme à sa fenêtre | Millor so Jean-Pierre Ruh – Mado - Paul Lainé – Barocco i La Meilleure Façon de marcher - Antoine Bonfanti – Je t'aime moi non plus - Jean Labussière – El senyor Klein |
| Millor pel·lícula estrangera - C'eravamo tanto amati - Barry Lyndon - Cría cuervos - Algú va volar sobre el niu del cucut | Millor curtmetratge d'animació Un comédien sans paradoxe de Robert Lapoujade - Bactéries nos amies de Michel Boschet - Déjeuner du matin de Patrick Bokanowski - L'Empreinte de Jacques Cardon - Oiseau de nuit de Bernard Palacios - La Rosette arrosée de Paul Dopff                                                                        |
| Millor curtmetratge de ficció Comment ça va je m'en fous de François de Roubaix - Chaleur d'été de Jean-Louis Leconte - L'hiver approche de Georges Bensoussan - L'Enfant prisonnier de Jean-Michel Carré - La Nuit du beau marin peut-être de Frank Verpillat - Le Destin de Jean-Noël de Gabriel Auer | Millor curtmetratge documental Une histoire de ballon, lycée n° 31 Pékin de Marceline Loridan-Ivens i Joris Ivens - L'Éruption de la Montagne Pelée de Manuel Otéro - Hongrie vers quel socialisme ? de Claude Weisz - L'Atelier de Louis de Didier Pourcel - Les Murs d'une révolution de Jean-Paul Dekiss - Réponse de femmes d'Agnès Varda |
| César d'honor Jacques Tati Henri Langlois | |